# 班科
《班科》（Banco）是亨利·查理葉于1972年出版的自传，是他上一部小说《巴比龙》的续作。亨利·查理葉在《班科》中记叙了自己在逃离流放地魔鬼岛后在委内瑞拉的生活。

## 概要
《班科》中的故事发生在《巴比龙》之后，亨利·查理葉记叙了自己在委内瑞拉集资试图报复诬陷自己的人，并希望再见到父亲。多次集资失败后（包括挖钻石、抢银行、抢珠宝等），他终于靠经营各种餐馆在委内瑞拉积累了财富。亨利·查理葉在这部书中更详细地讲述了自己在法国本土被诬陷、被逮捕、审判的过程以及对法国司法体制的看法。在书的结尾，他说自己最终以自由身重返法国。

## 改编
- 2017年电影《巴比龙》以小说《巴比龙》和《班科》为基础改编而成。